# Kit Carson (Colorado)
Kit Carson è un centro abitato (town) degli Stati Uniti d'America, situato nella contea di Cheyenne dello Stato del Colorado. Nel censimento del 2010 la popolazione era di 233 abitanti. Nel censimento del 2020 la popolazione raggiunse il numero di 255 abitanti.

## Storia
Questo centro abitato fu chiamato così in onore di Christopher Houston "Kit" Carson, un uomo di frontiera.

## Geografia fisica
Secondo i rilevamenti dell'United States Census Bureau, Kit Carson si estende su una superficie di 1,4 km².